# Liste der Olympiasieger im Handball/Medaillengewinner
Diese Liste ist Teil der Liste der Olympiasieger im Handball der Männer. Sie listet alle Sieger, zweit- und drittplatzierten Mannschaften mit dem vollständigen Kader der bisherigen olympischen Handballturniere auf.

## Wettbewerbe
| Olympia | Gold | Silber | Bronze |
| ------- | --- | --- | --- |
| 1936    | Deutsches ReichKarl Kreutzberg Arthur Knautz Willy Bandholz Hans Keiter Wilhelm Brinkmann Rudolf Stahl Fritz Spengler Erich Herrmann Günter Ortmann Wilhelm Baumann Fritz Fromm Heinz Körvers Wilhelm Müller Georg Dascher Kurt Dossin Hermann Hansen Edgar Reinhardt Hans Theilig Helmut Berthold Alfred Klingler Helmut Braselmann Heinrich Keimig | ÖsterreichFriedrich Maurer Franz Brunner Fritz Wurmböck Siegfried Purner Hans Zehetner Hans Houschka Franz Bistricky Franz Berghammer Walter Reisp Ferdinand Kiefler Anton Perwein Alois Schnabel Franz Bartl Johann Tauscher Otto Licha Emil Juracka Leopold Wohlrab Jaroslav Volak Alfred Schmalzer Ludwig Schuberth Josef Krejci Siegfried Powolny | SchweizEduard Schmid Erland Herkenrath Erich Schmitt Rolf Fäs Max Streib Robert Studer Rudolf Wirz Georg Mischon Ernst Hufschmid Willy Hufschmid Eugen Seiterle Max Bloesch Werner Scheurmann Willy Schäfer Willy Gysi Werner Meyer Burkhard Gantenbein                          |
| 1972    | JugoslawienAbas Arslanagić Čedomir Bugarski (ohne Einsatz) Petar Fajfrić Hrvoje Horvat Milorad Karalić Đorđe Lavrnić Milan Lazarević Zdravko Miljak Slobodan Mišković Branislav Pokrajac Nebojša Popović Miroslav Pribanić Dobrivoje Selec (ohne Einsatz) Albin Vidović Zdenko Zorko Zoran Živković                                                  | TschechoslowakeiPeter Pospíšil Ivan Satrapa Vladimír Jarý Jiří Kavan Andrej Lukošík Vladimír Habr Jindřich Krepindl Ladislav Beneš Vincent Lafko Jaroslav Konečný Pavol Mikeš František Brůna Jaroslav Škarvan Zdeněk Škára František Králík Arnošt Klimčík                                                                                           | RumänienCornel Penu Alexandru Dincă Gabriel Kicsid Gheorghe Licu Cristian Gațu Roland Gunesch Radu Voina Simon Schobel Gheorghe Gruia Werner Stöckl Marin Dan Adrian Cosma Valentin Samungi Constantin Tudosie Ștefan Birtalan                                                   |
| 1976    | SowjetunionMychajlo Ischtschenko Anatoli Fedjukin Wladimir Maximow Serhij Kuschnirjuk Wassili Iljin Wladimir Krawzow Juri Klimow Jurij Lahutyn Aleksandre Anpilogowi Jewgeni Tschernyschow Waleri Gassi Mykola Tomin Juri Kidjajew Oleksandr Rjesanow                                                                                                | RumänienCornel Penu Gabriel Kicsid Cristian Gațu Gheorghe Licu Cezar Drăgăniță Radu Voina Roland Gunesch Alexandru Fölker Ștefan Birtalan Adrian Cosma Constantin Tudosie Nicolae Munteanu Werner Stöckl Mircea Grabovschi | PolenZdzisław Antczak Janusz Brzozowski Piotr Cieśla Jan Gmyrek Alfred Kałuziński Jerzy Klempel Zygfryd Kuchta Jerzy Melcer Ryszard Przybysz Henryk Rozmiarek Andrzej Sokołowski Andrzej Szymczak Mieczysław Wojczak Włodzimierz Zieliński                                       |
| 1980    | DDRHans-Georg Beyer Lothar Doering Günter Dreibrodt Ernst Gerlach Klaus Gruner Rainer Höft Hans-Georg Jaunich Hartmut Krüger Peter Rost Dietmar Schmidt Wieland Schmidt Siegfried Voigt Frank-Michael Wahl Ingolf Wiegert | SowjetunionAlexander Anpilogow Wladimir Below Anatoli Fedjukin Mychajlo Ischtschenko Aljaksandr Karschakewitsch Juri Kidjajew Wladimir Krawzow Serhij Kuschnirjuk Wiktor Machorin Valdemaras Novickis Wladimir Repjew Alexei Schuk Mykola Tomin Jewgeni Tschernyschow                                                                                 | RumänienȘtefan Birtalan Iosif Boroș Adrian Cosma Cezar Drăgăniță Marian Dumitru Cornel Durău Alexander Fölker Claudiu Ionescu Nicolae Munteanu Vasile Stîngă Lucian Vasilache Neculai Vasilcă Radu Voina Maricel Voinea                                                          |
| 1984    | JugoslawienZlatan Arnautović Mirko Bašić Jovica Elezović Mile Isaković Pavle Jurina Milan Kalina Slobodan Kuzmanovski Dragan Mladenović Zdravko Rađenović Momir Rnić Branko Štrbac Veselin Vujović Veselin Vuković Zdravko Zovko Rolando Pušnik | BR DeutschlandJochen Fraatz Thomas Happe Arnulf Meffle Rüdiger Neitzel Michael Paul Dirk Rauin Siegfried Roch Michael Roth Ulrich Roth Martin Schwalb Uwe Schwenker Thomas Springel Andreas Thiel Klaus Wöller Erhard Wunderlich | RumänienMircea Bedivan Dumitru Berbece Iosif Boroș Alexandru Buligan Gheorghe Covaciu Gheorghe Dogărescu Marian Dumitru Cornel Durău Alexandru Fölker Nicolae Munteanu Vasile Oprea Adrian Simion Vasile Stîngă Neculai Vasilcă Maricel Voinea                                   |
| 1988    | SowjetunionWjatscheslaw Atawin Leonid Doroschenko (ohne Einsatz) Igor Tschumak Waleri Gopin Aljaksandr Karschakewitsch Andrei Lawrow Juri Nesterow Valdemaras Novickis Alexander Rymanow Konstantin Scharowarow Juri Schewzow Georgi Swiridenko Alexander Tutschkin Andrei Tjumenzew Michail Wassiljew                                               | SüdkoreaChoi Suk-jae Kang Jae-won Kim Jae-hwan Koh Suk-chang Lee Sang-hyo Lim Jin-suk Noh Hyun-suk Oh Young-ki Park Do-hun Park Young-dae Shim Jae-hong Shin Young-suk Yoon Tae-il | JugoslawienMirko Bašić Jožef Holpert Boris Jarak Slobodan Kuzmanovski Muhamed Memić Alvaro Načinović Goran Perkovac Zlatko Portner Iztok Puc Rolando Pušnik Momir Rnić Zlatko Saračević Irfan Smajlagić Ermin Velić Veselin Vujović                                              |
| 1992    | Vereintes TeamAndrei Lawrow Igor Wassiljew Jurij Hawrylow Andrei Barbaschinski Serhij Bebeschko Waleri Gopin Wassili Kudinow Talant Dujshebaev Michail Jakimowitsch Oleg Grebnew Oleg Kisseljow Igor Tschumak Andrej Minevski (ohne Einsatz) Pawel Sukosjan (ohne Einsatz) Dmitri Filippow (ohne Einsatz) Wjatscheslaw Gorpischin (ohne Einsatz)     | SchwedenMats Olsson Robert Hedin Magnus Wislander Anders Bäckegren Ola Lindgren Per Carlén Erik Hajas Magnus Cato Axel Sjöblad Robert Andersson Pierre Thorsson Patrik Liljestrand Staffan Olsson Magnus Andersson Tommy Suoraniemi Tomas Svensson | FrankreichPhilippe Médard Pascal Mahé Philippe Debureau Denis Lathoud Denis Tristant Gaël Monthurel Alain Portes Éric Quintin Jean-Luc Thiébaut Philippe Gardent Thierry Perreux Laurent Munier Frédéric Perez Jackson Richardson Stéphane Stoecklin Frédéric Volle              |
| 1996    | KroatienPatrik Ćavar Valner Franković Slavko Goluža Bruno Gudelj Vladimir Jelčić Božidar Jović Nenad Kljaić Venio Losert Valter Matošević Zoran Mikulić Alvaro Načinović Goran Perkovac Iztok Puc Zlatko Saračević Irfan Smajlagić Vladimir Šujster                                                                                                  | SchwedenMats Olsson Tomas Svensson Thomas Sivertsson Magnus Wislander Robert Hedin Ola Lindgren Per Carlén Erik Hajas Johan Petersson Stefan Lövgren Robert Andersson Pierre Thorsson Staffan Olsson Magnus Andersson Martin Frändesjö Andreas Larsson                                                                                                | SpanienJaume Fort Mauri Jordi Núñez José Javier Hombrados Talant Dujshebaev Jesús Olalla Demetrio Lozano Raúl González Iñaki Urdangarin Mateo Garralda Jesús Fernández Rafael Guijosa Salvador Esquer Alberto Urdiales Fernando Hernández Juan Pérez Aitor Etxaburu              |
| 2000    | RusslandAndrei Lawrow Igor Lawrow Stanislaw Kulintschenko Eduard Kokscharow Denis Kriwoschlykow Lew Woronin Alexander Tutschkin Wassili Kudinow Dmitri Torgowanow Pawel Sukosjan Dmitri Kuselew Oleg Chodkow Wjatscheslaw Gorpischin Sergei Pogorelow Dmitri Filippow                                                                                | SchwedenTomas Svensson Martin Boquist Magnus Wislander Thomas Sivertsson Ola Lindgren Martin Frändesjö Mathias Franzén Johan Petersson Stefan Lövgren Pierre Thorsson Peter Gentzel Staffan Olsson Magnus Andersson Andreas Larsson Ljubomir Vranjes                                                                                                  | SpanienAntonio Ugalde Andrei Xepkin Rafael Guijosa Enric Masip Xavier O’Callaghan Iñaki Urdangarin Iosu Olalla Mateo Garralda Talant Dujshebaev Demetrio Lozano Jordi Núñez Alberto Urdiales Juan Pérez David Barrufet Antonio Carlos Ortega                                     |
| 2004    | KroatienIvano Balić Davor Dominiković Mirza Džomba Slavko Goluža Nikša Kaleb Blaženko Lacković Venio Losert Valter Matošević Petar Metličić Vlado Šola Denis Špoljarić Goran Šprem Igor Vori Drago Vuković Vedran Zrnić | DeutschlandMarkus Baur Mark Dragunski Henning Fritz Pascal Hens Jan-Olaf Immel Torsten Jansen Florian Kehrmann Stefan Kretzschmar Klaus-Dieter Petersen Christian Ramota Christian Schwarzer Christian Zeitz Daniel Stephan Volker Zerbe Frank von Behren                                                                                             | RusslandPawel Baschkin Alexander Gorbatikow Wjatscheslaw Gorpischin Witali Iwanow Eduard Kokscharow Alexei Kostygow Denis Kriwoschlykow Wassili Kudinow Oleg Kuleschow Andrei Lawrow Sergei Pogorelow Alexei Rastworzew Michail Tschipurin Dmitri Torgowanow Alexander Tutschkin |
| 2008    | FrankreichLuc Abalo Joël Abati Cédric Burdet Didier Dinart Jérôme Fernandez Michaël Guigou Bertrand Gille Guillaume Gille Olivier Girault Nikola Karabatić Daouda Karaboué Christophe Kempé Daniel Narcisse Thierry Omeyer Cédric Paty | IslandArnór Atlason Bjarni Fritzson Logi Eldon Geirsson Snorri Steinn Guðjónsson Hreiðar Guðmundsson Róbert Gunnarsson Björgvin Páll Gústavsson Ásgeir Örn Hallgrímsson Ingimundur Ingimundarson Sverre Andreas Jakobsson Alexander Petersson Guðjón Valur Sigurðsson Sigfús Sigurðsson Ólafur Stefánsson Sturla Ásgeirsson                           | SpanienDavid Barrufet Ion Belaustegui David Davis Alberto Entrerríos Raúl Entrerríos Rubén Garabaya Juanín García José Javier Hombrados Demetrio Lozano Cristian Malmagro Carlos Prieto Albert Rocas Iker Romero Víctor Tomás                                                    |
| 2012    | FrankreichLuc Abalo William Accambray Xavier Barachet Didier Dinart Jérôme Fernandez Guillaume Gille Bertrand Gille Michaël Guigou Samuel Honrubia Guillaume Joli Nikola Karabatić Daouda Karaboué Daniel Narcisse Thierry Omeyer Cédric Sorhaindo                                                                                                   | SchwedenKim Andersson Mattias Andersson Dalibor Doder Niclas Ekberg Kim Ekdahl Du Rietz Mattias Gustafsson Johan Jakobsson Magnus Jernemyr Jonas Källman Tobias Karlsson Jonas Larholm Andreas Nilsson Fredrik Petersen Johan Sjöstrand Mattias Zachrisson                                                                                            | KroatienMirko Alilović Ivano Balić Damir Bičanić Denis Buntić Ivan Čupić Domagoj Duvnjak Jakov Gojun Zlatko Horvat Marko Kopljar Blaženko Lacković Venio Losert Manuel Štrlek Ivan Ninčević Igor Vori Drago Vuković                                                              |
| 2016    | DänemarkNiklas Landin Jacobsen Jannick Green Krejberg Lasse Svan Casper Ulrich Mortensen Henrik Toft Hansen Jesper Nøddesbo René Toft Hansen Morten Olsen Mads Mensah Larsen Mikkel Hansen Michael Damgaard Henrik Møllgaard Jensen Mads Christiansen Kasper Søndergaard                                                                             | FrankreichVincent Gérard Thierry Omeyer Michaël Guigou Kentin Mahé Mathieu Grébille Timothey N’Guessan Nikola Karabatić Daniel Narcisse Ludovic Fabregas Luka Karabatić Cédric Sorhaindo Adrien Dipanda Valentin Porte Luc Abalo Olivier Nyokas | DeutschlandChristian Dissinger Paul Drux Steffen Fäth Uwe Gensheimer Patrick Groetzki Kai Häfner Silvio Heinevetter Julius Kühn Finn Lemke Hendrik Pekeler Tobias Reichmann Martin Strobel Steffen Weinhold Fabian Wiede Patrick Wiencek Andreas Wolff                           |
| 2020    | FrankreichNedim Remili Romain Lagarde Melvyn Richardson Dika Mem Nicolas Tournat Vincent Gérard Nikola Karabatić Kentin Mahé Yann Genty Timothey N’Guessan Luc Abalo Michaël Guigou Luka Karabatić Ludovic Fabregas Hugo Descat Valentin Porte | DänemarkNiklas Landin Jacobsen Magnus Landin Jacobsen Emil Manfeldt Jakobsen Magnus Saugstrup Lasse Svan Kevin Møller Henrik Møllgaard Jensen Mads Mensah Larsen Henrik Toft Hansen Mikkel Hansen Morten Olsen Jóhan Hansen Lasse Bredekjær Andersson Jacob Holm Mathias Gidsel                                                                       | SpanienGonzalo Pérez de Vargas Eduardo Gurbindo Jorge Maqueda Ángel Fernández Raúl Entrerríos Alex Dujshebaev Daniel Sarmiento Rodrigo Corrales Julen Aguinagalde Ferrán Solé Adrià Figueras Viran Morros Antonio García Aleix Gómez Gedeón Guardiola Miguel Sánchez-Migallón    |
| 2024    | DänemarkLasse Bredekjær Andersson Mathias Gidsel Simon Hald Jensen Mikkel Hansen Emil Manfeldt Jakobsen Niclas Kirkeløkke Magnus Landin Jacobsen Niklas Landin Jacobsen Lukas Lindhard Jørgensen Rasmus Lauge Schmidt Hans Lindberg Henrik Møllgaard Jensen Emil Nielsen Simon Pytlick Magnus Saugstrup Thomas Sommer Arnoldsen                      | DeutschlandRune Dahmke Justus Fischer Johannes Golla Marko Grgić Kai Häfner Tim Hornke Sebastian Heymann Julian Köster Juri Knorr Jannik Kohlbacher Lukas Mertens David Späth Christoph Steinert Renārs Uščins Luca Witzke Andreas Wolff | SpanienGonzalo Pérez de Vargas Rodrigo Corrales Álex Dujshebaev Ian Tarrafeta Jorge Maqueda Imanol Garciandía Agustín Casado Daniel Dujshebaev Aleix Gómez Kauldi Odriozola Miguel Sánchez-Migallón Daniel Fernández Abel Serdio Javier Rodríguez Adrià Figueras                 |